# Lindern (Geilenkirchen)

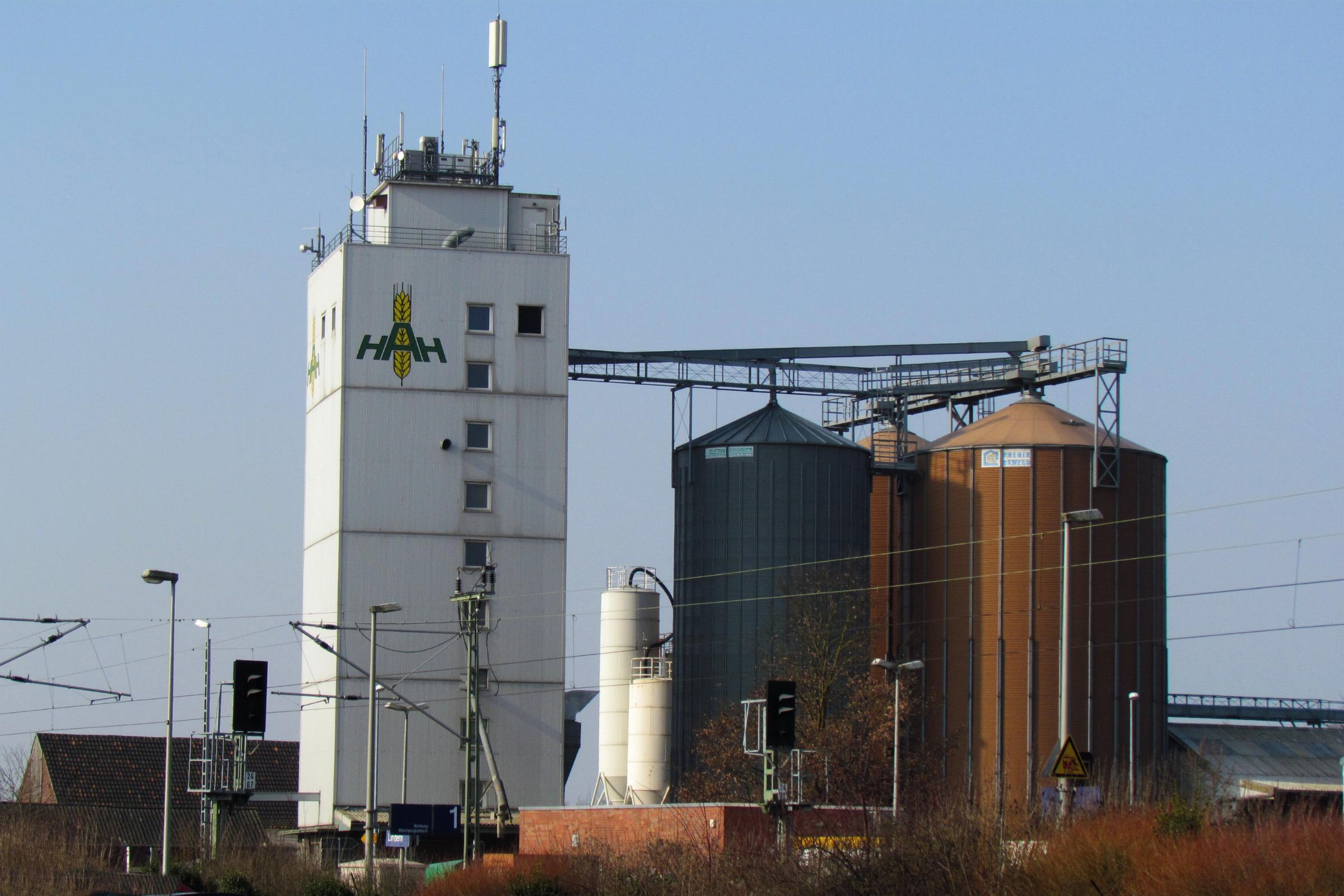
Agrarhandel in Lindern

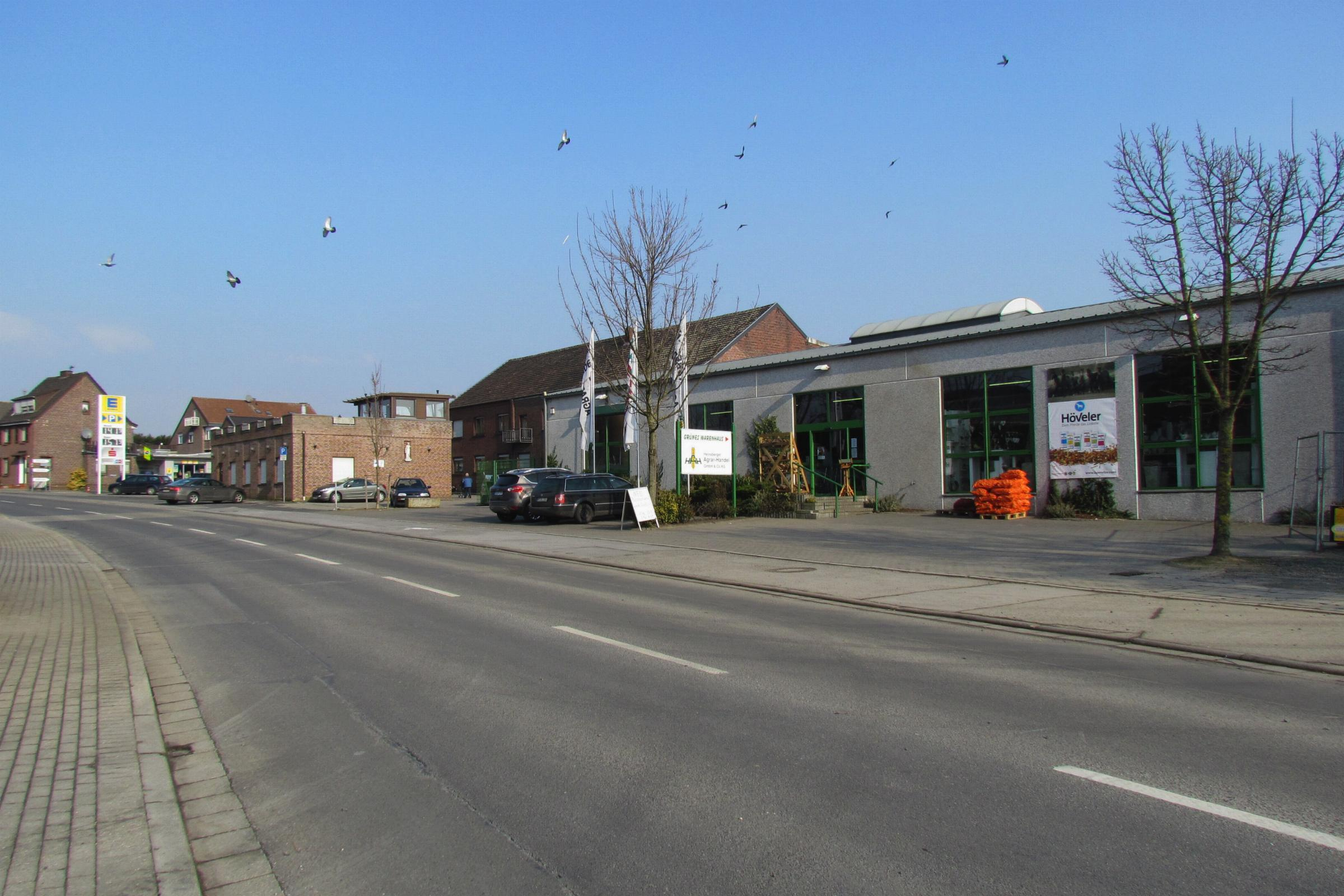
Gewerbebetriebe

Lindern ist ein Ortsteil der Stadt Geilenkirchen im nordrhein-westfälischen Kreis Heinsberg.

## Geographie

### Lage
Lindern liegt circa sieben Kilometer nordöstlich von Geilenkirchen an den Landesstraßen 228 und 364. Der Ort liegt oberhalb des Wurmtals zwischen den Ortschaften Brachelen, Linnich und Randerath und etwa 20 Meter höher als seine Nachbarorte. Die daraus resultierenden anderen Windbedingungen hatten zur Folge, dass in den letzten zehn Jahren mehrere Windkrafträder um den Ort herum errichtet wurden.

### Gewässer
Durch Lindern verläuft entlang der Linnicher Straße eine oberirdische Wasserscheide. Während der westliche Ortsteil eine Neigung in Richtung Wurm aufweist, ist der östliche Ortsteil in Richtung Rur geneigt.
Bei Starkregen und bei Schneeschmelze fließt das Oberflächenwasser aus den Bereich Lindern-West (GEBKZ 282889) über das Beeckfließ in Richtung Wurm ab. Der Bereich Lindern-Ost fließt über den Linnicher Mühlenteich (GEWKZ 2826) in die Rur.

### Nachbarorte
| Randerath | Hilfarth                                    | Brachelen |
| Leiffarth | Kompassrose, die auf Nachbargemeinden zeigt | Körrenzig |
| Beeck     | Gereonsweiler                               | Linnich   |

### Siedlungsform
Lindern ist ein beidseitig, locker bebautes Haufendorf und zugleich ein Kirchdorf.

## Geschichte

### Ortsname

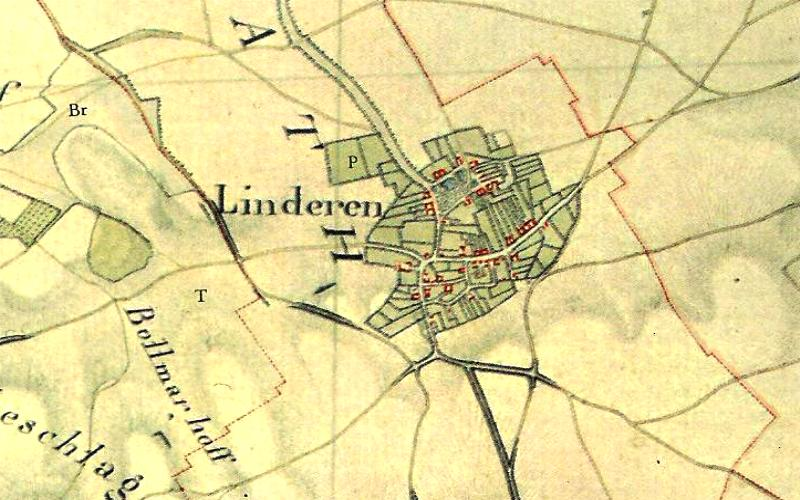
Lindern auf der Tranchotkarte 1803–1820

Der Ortsname Lindern bedeutet so viel wie Siedlung an der Linde, wie die ältere Bezeichnung Lintlar andeutet.
- 945 Lintlar
- 1343 Lynnar
- 14. Jh. Lynnair
- 1456 Lynner
- 1666 Linner
- 1820 Linderen

### Ortsgeschichte

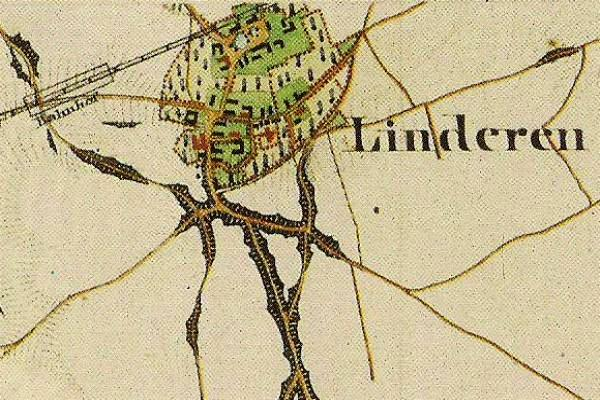
Lindern auf der Urkatasterkarte von 1846

Lindern hat eine tausendjährige Geschichte und gehörte früher zum Jülicher Amt Heinsberg. Ein Hof zu Lindern kam im Jahre 945 durch Schenkung des Erzbischofs Wichfrid (um 900; † 9. Juli 953) von Köln an das dortige Ursulakloster. Landesherren waren bis im 15. Jahrhundert die Herren von Heinsberg als Inhaber des Gerichts Brachelen, zu dem der Ort gehörte. Sie besaßen im Ort auch Lehnsgüter. 1437 erwarb das Heinsberger Gangolfusstift vom dortigen Norbertinerstift einen zu Lindern gelegenen Hof. Ein anderer Hof (Burg) erschien als Randerather Lehen.
Besondere Bedeutung kam Lindern im Kriegsfall zu, da die Anhöhe zwischen Lindern und Linnich taktischen Wert besaß. Dem Inhaber dieser Anhöhe war es möglich, ganz Linnich wie auch Lindern zu überblicken. In der Schlacht bei Linnich kam es 1444 im Bereich der Gemeinde zu schweren Auseinandersetzungen zwischen den damaligen Kriegsparteien, an die das Denkmal am Hubertuskreuz heute noch erinnert.
Lindern hatte 1828 insgesamt 383 Einwohner, 1852 waren es 345 Einwohner und gehörte zum Amt Brachelen. Im Zuge der Gebietsreform wurde am 1. Januar 1972 die Bürgermeisterei aufgelöst und Lindern kam zu Geilenkirchen. Rechtsnachfolger ist nach § 29 des Aachen-Gesetzes die Stadt Geilenkirchen. 1973 wurde die Marienkapelle erbaut.

### Kirchengeschichte

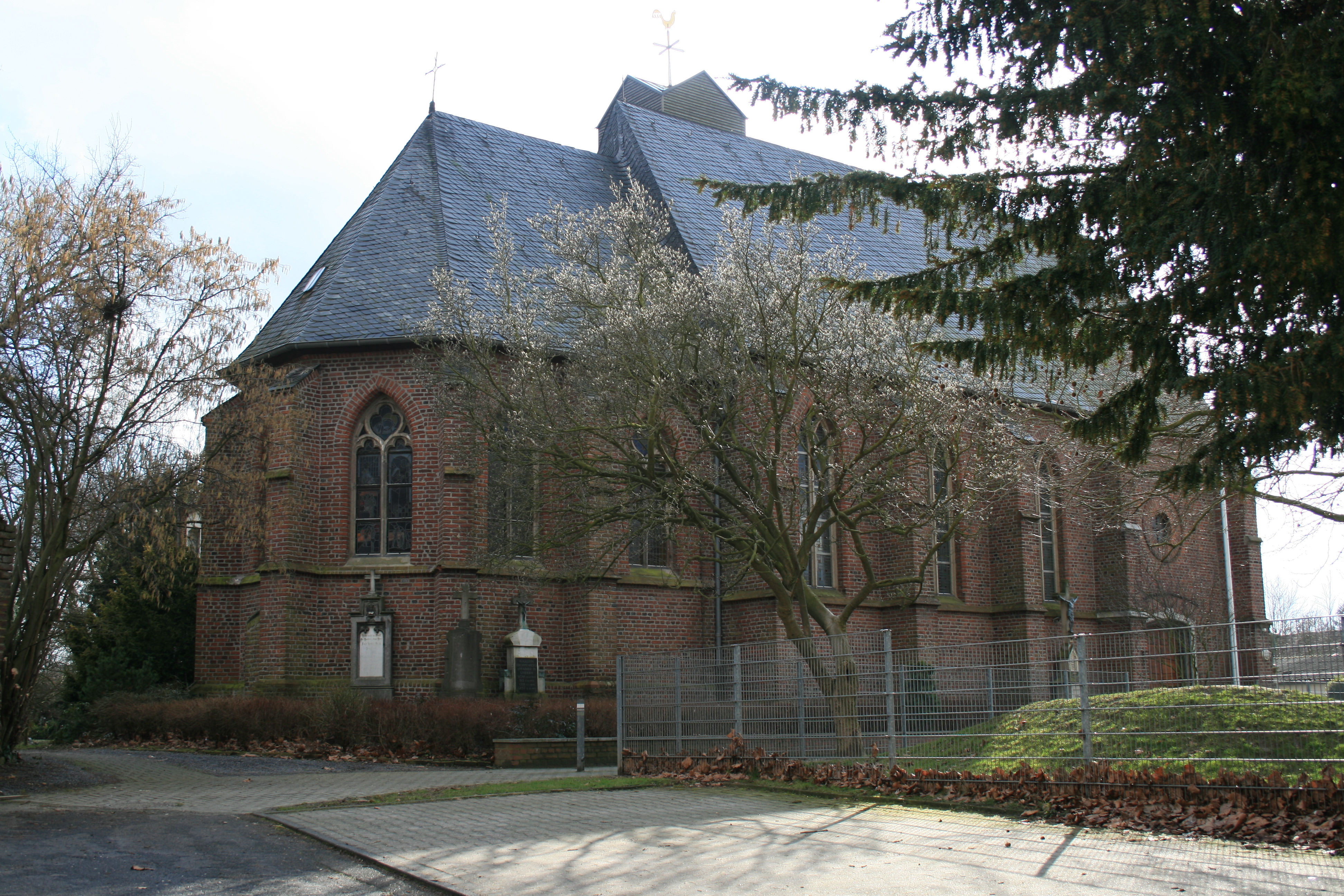
Katholische Pfarrkirche in Lindern

Die Pfarre St. Johann Baptist war bis 1857 eine Filiale der Kirche in Brachelen. Nach der Aufhebung der Diözese Aachen wurde 1827 Lindern mit seiner Mutterpfarre dem Dekanat Geilenkirchen zugeschrieben. Seit dem 5. Juni 1857 ist Lindern selbstständige Pfarre. Die Bevölkerung besteht zum größten Teil aus Katholiken.
Im Zuge der Pfarrgemeindereformen im Bistum Aachen wurde die ehemals eigenständige katholische Pfarrgemeinde St. Johann Baptist Lindern in die Gemeinschaft der Gemeinden (GdG) St. Bonifatius Geilenkirchen eingegliedert.

## Politik
Gemäß § 3 (1) f) der Hauptsatzung der Stadt Geilenkirchen ist Lindern ein Stadtbezirk. Der wird durch den Ortsvorsteher Stefan Coenen (CDU) im Stadtrat der Stadt Geilenkirchen vertreten.

## Sehenswürdigkeiten
Zu den Sehenswürdigkeiten zählen
- die Katholische Pfarrkirche St. Johann Baptist in Lindern als Denkmal Nr. 36, insbesondere die Buntverglasung in der katholischen Pfarrkirche[7]
- das Missionskreuz an der Kirche in Lindern als Denkmal Nr. 37
- das Wegekreuz in Lindern als Denkmal Nr. 3
- die Hofanlage in Lindern als Denkmal Nr. 61
- der Bahnhof in Lindern

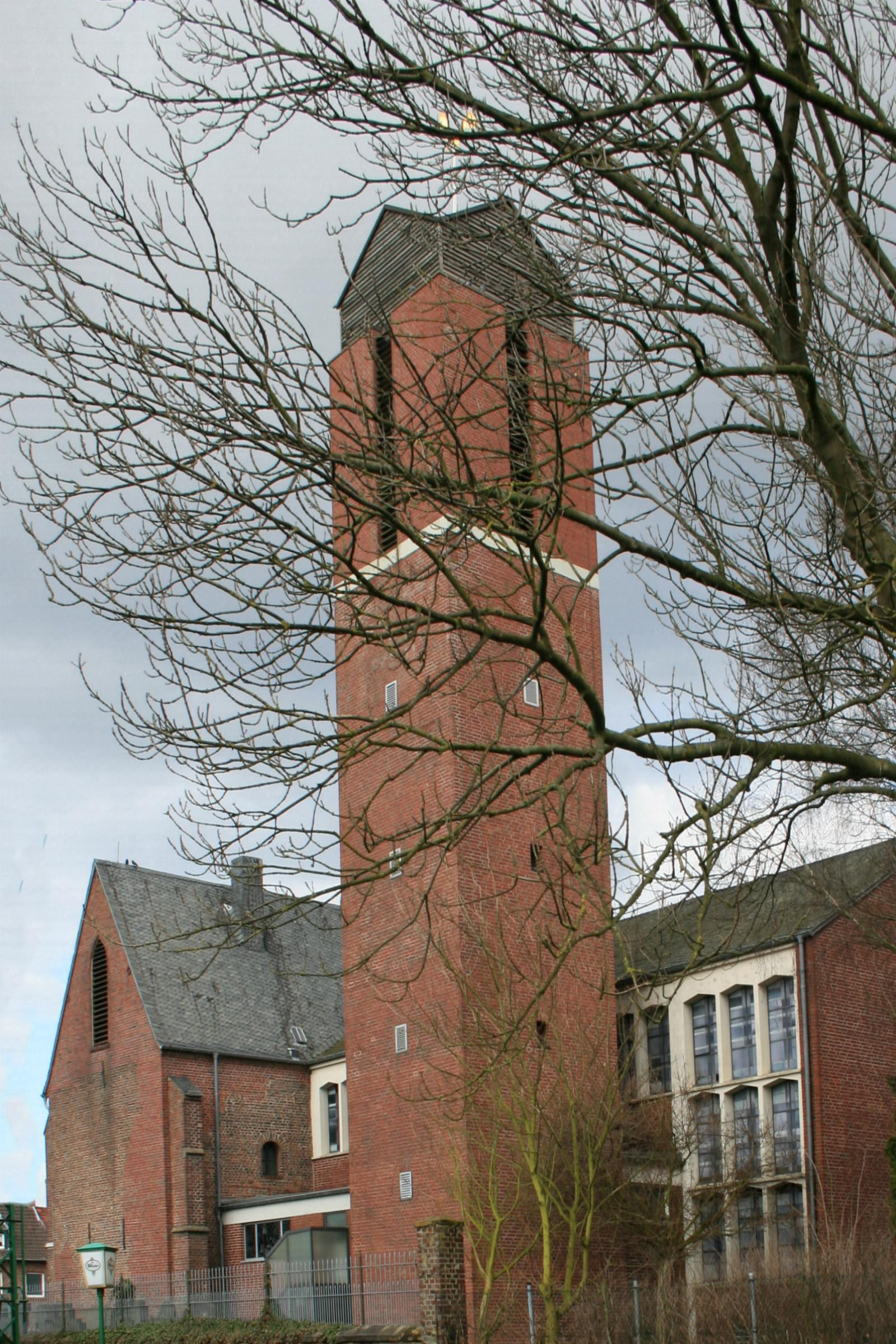
Freistehender Kirchturm in Lindern
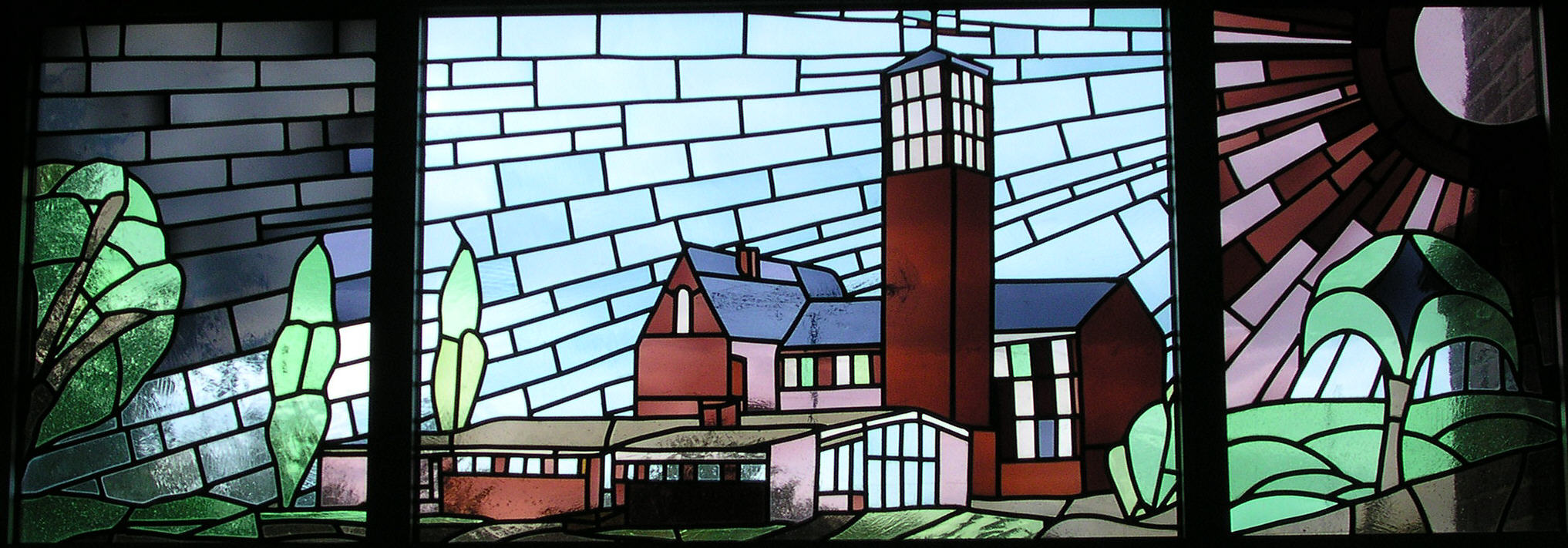
Realistisches Kirchenfenster
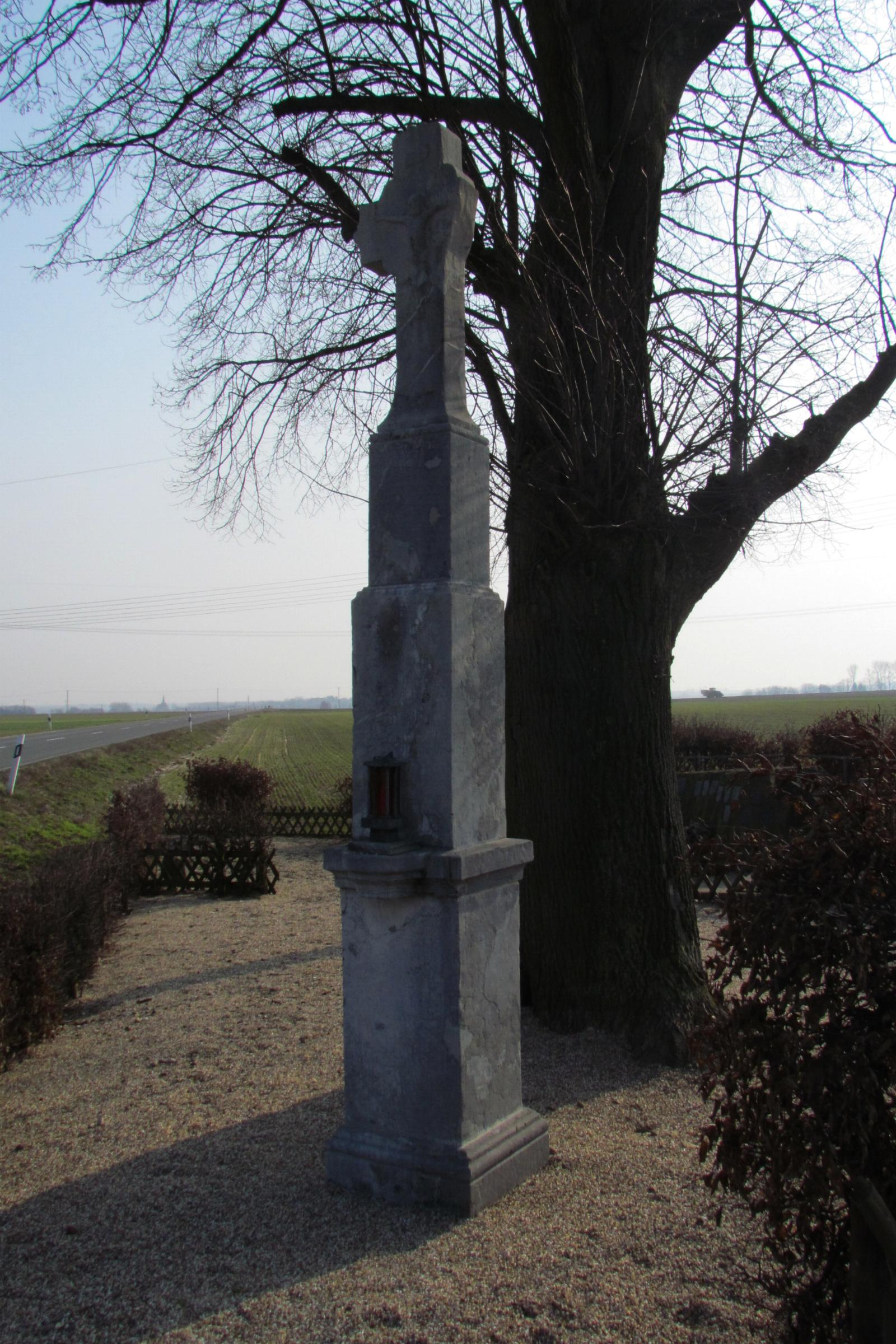
Hubertuskreuz zwischen Lindern und Linnich
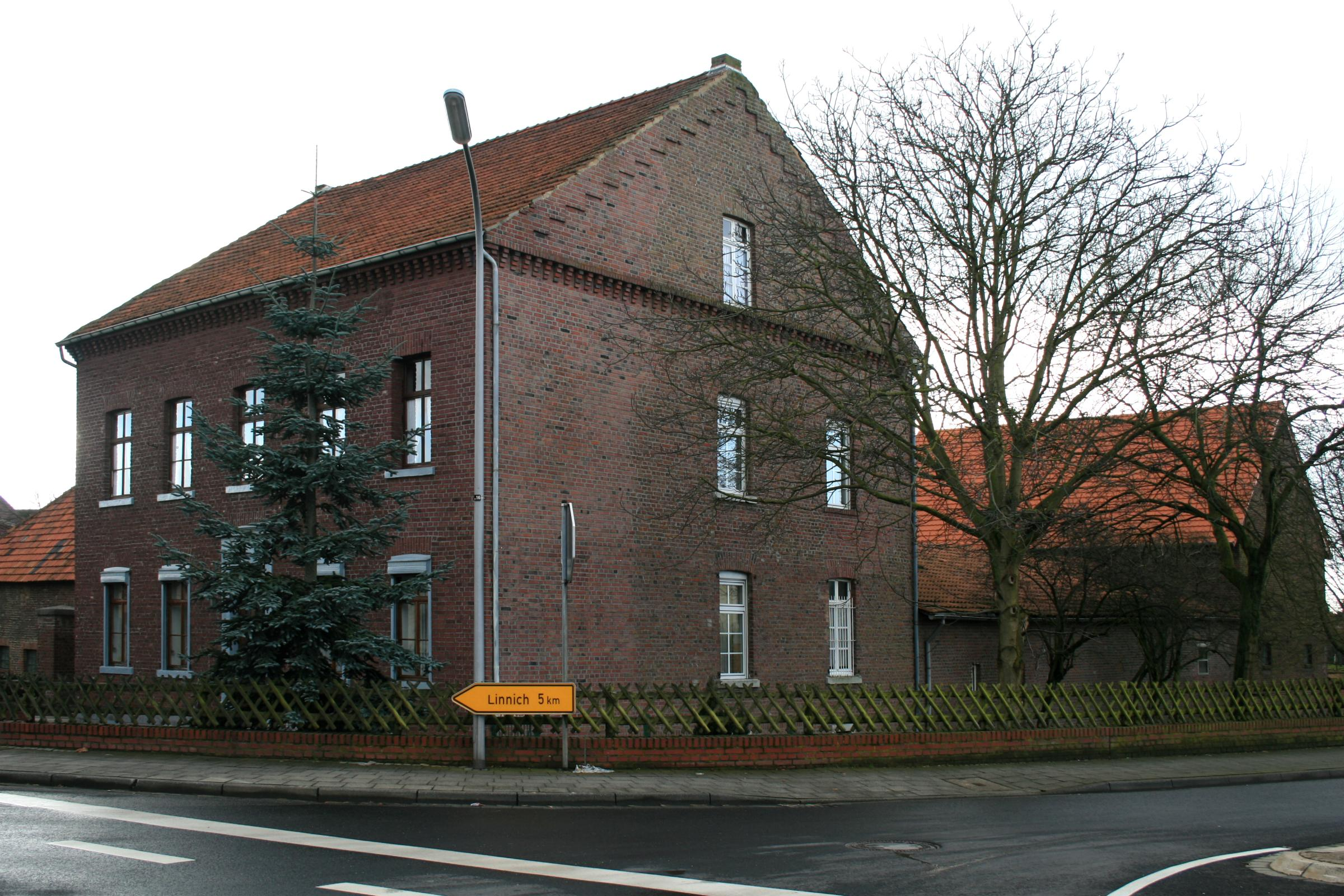
Denkmalgeschützte Hofanlage
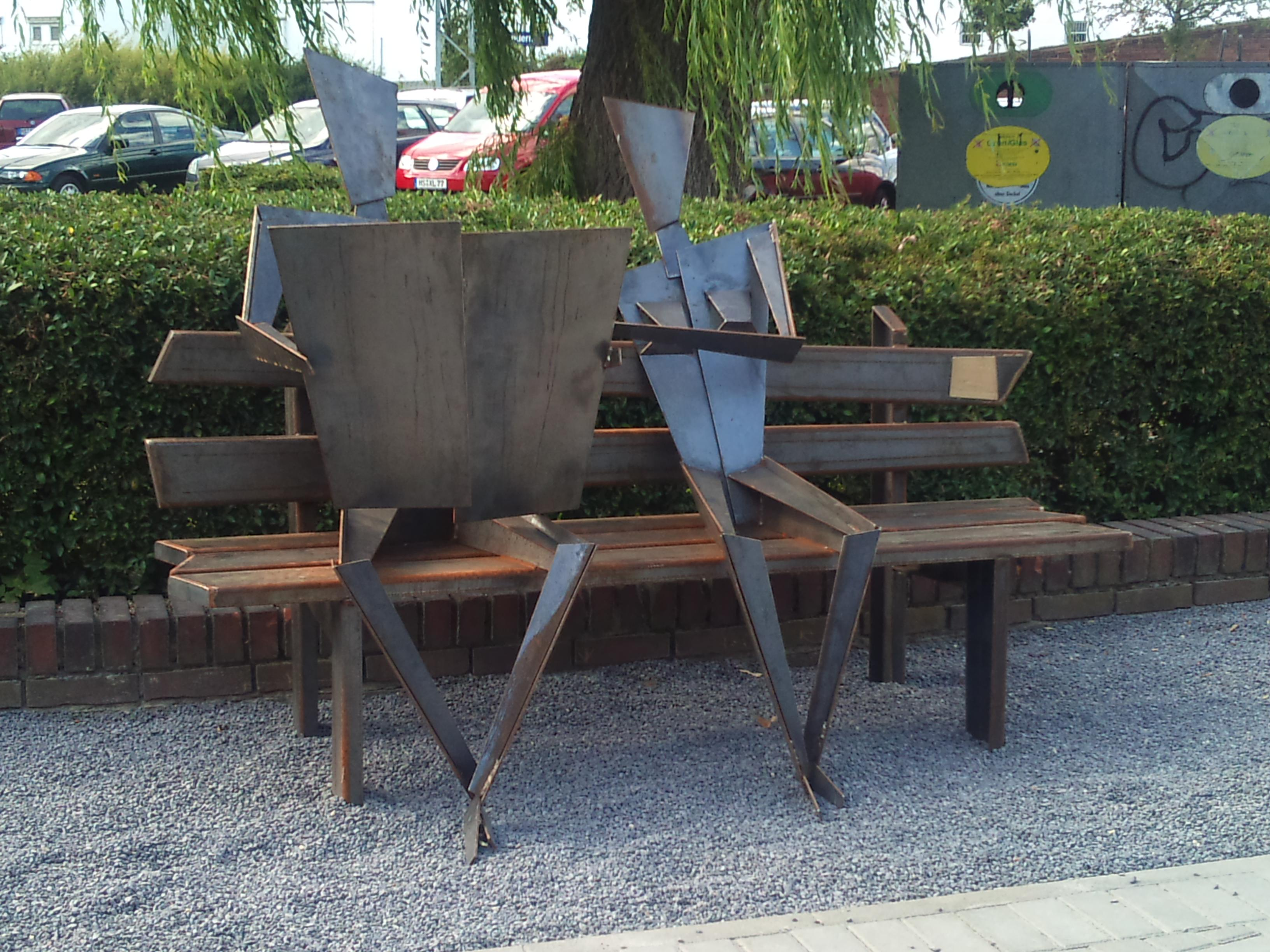
Willi Arlt, Skulptur Wartezeit[8], 2016, Geilenkirchen-Lindern

## Infrastruktur
- In der Nähe des Ortes liegt ein noch unbebautes 280 ha großes Industriegebiet.[9]
- Lindern verfügt über einen katholischen Kindergarten.

## Schulwesen
- Volksschule Lindern, 1925: 2 Klassen, 2 Stufen, 1 Lehrer, 1 Lehrerin, 61 Kinder
- Volksschule Lindern, 1965: 3 Klassen, 3 Lehrerstellen, 86 Kinder

## Vereine
- Gemeinschaft der Ortsvereine Lindern e. V.
- St.-Johannes-Schützenbruderschaft Lindern 1925 e. V.
- Trommler- und Pfeiferverein Lindern 1914 e. V.
- Sportverein Spiel Gemeinschaft SG Union 94 Würm-Lindern e. V.
- Pfarrcäcilienverein St. Helena Lindern
- DJK-Sportverband Diözesanverband Aachen e. V. Lindern

## Verkehr

### Schiene

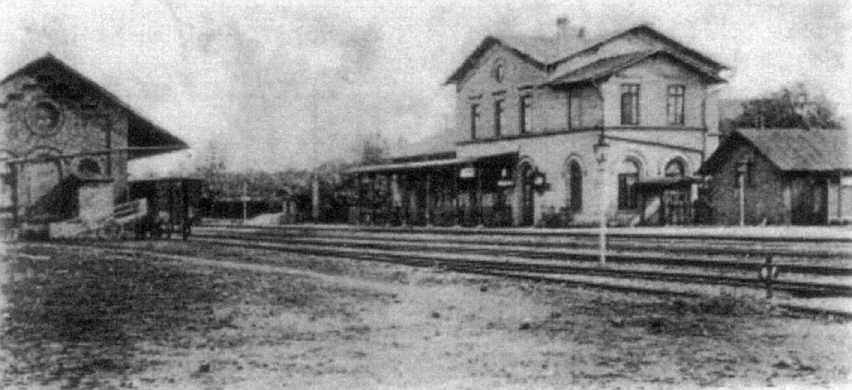
Bahnhof Lindern um 1900

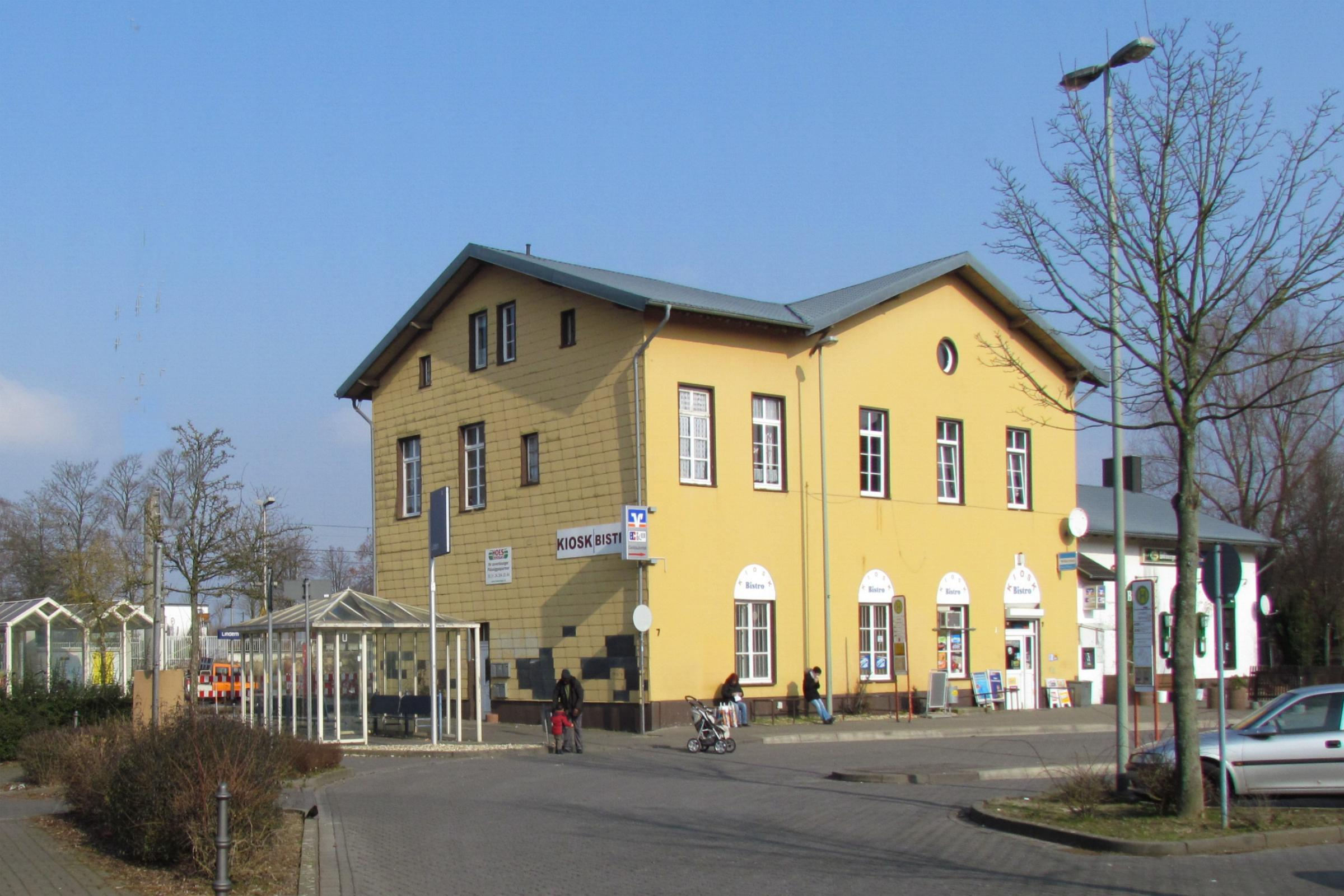
Bahnhof

1852 erhielt Lindern einen Bahnhof mit Güterabfertigung an der neuen Aachen-Düsseldorf-Ruhrorter Eisenbahn. Die Bahnverbindung Aachen-Mönchengladbach-Düsseldorf ist heute für Pendler der näheren Umgebung (Heinsberg/Linnich) von Bedeutung. Hier befindet sich mit der Bahnstrecke Heinsberg–Lindern ein Abzweig nach Heinsberg. Seit Dezember 2013 wird auf der elektrifizierten Strecke wieder planmäßig Personenverkehr durchgeführt.

### Straße
Lindern liegt zentral zwischen der A 46 (Heinsberg-Düsseldorf) und der B 57 (Aachen-Krefeld).

### Öffentlicher Nahverkehr
Lindern ist wochentags mit den Buslinien 493 und 494 der WestVerkehr an das ÖPNV-Netz des Aachener Verkehrsverbundes angeschlossen. Zusätzlich verkehren an Schultagen einzelne Fahrten der Linie 406. Abends und am Wochenende kann der Multi-Bus angefordert werden.
| Linie | Verlauf |
| ----- | --- |
| 406   | Erkelenz Bf – Matzerath – Houverath – Golkrath – Kleingladbach – (Ratheim – Millich –) Hückelhoven – Hilfarth – Brachelen – (Lindern Kirche → Lindern Bf → Linnich Markt) / (Linnich Schulzentrum –) Linnich-SIG Combibloc  |
| 493   | Heinsberg Busbf – (Heinsberg Kreishaus –) Schafhausen – Eschweiler – Grebben – Oberbruch – Hülhoven – Dremmen – (Dremmen Bf –) Porselen – Horst – Randerath – (Lindern Linnicher Str. ←) Lindern Bf – Linnich-SIG Combibloc |
| 494   | Geilenkirchen Bf – Süggerath – Müllendorf – Würm – (Beeck –) Leiffarth – (Flahstraß – Honsdorf –) Lindern Bf |

## Persönlichkeiten
- Gottfried Dossing (1906–1997), römisch-katholischer Prälat
- Hans Meyer (1900–1962), Mediziner und Ministerialbeamter
- Willi Arlt (* 1954), deutscher Künstler (Bildhauer, Metall), lebt und arbeitet in Geilenkirchen-Lindern
- Franz-Joseph Dieken (* 1956), Filmschauspieler und Regisseur